# بازداشت (فیلم ۲۰۲۲)
بازداشت (به فرانسوی: Loin du périph) یک فیلم کمدی و اکشن فرانسوی به کارگردانی لویی لتریر و نویسندگی استفان کازانجیان است. این فیلم دنباله‌ای بر فیلم دو پلیس فرانسوی (۲۰۱۲) است و عمر سی و لوران لافیت (که نقش‌های خود را از فیلم قبلی تکرار می‌کنند) با ایزی‌یا بازی می‌کنند. این فیلم در ۶ می ۲۰۲۲ در شبکه نتفلیکس منتشر شد.

## داستان
عثمان دیاکیته و فرانسوا مونگ دو پلیس با سبک، پیشینه و حرفه بسیار متفاوت هستند. این جفت یک بار دیگر برای یک تحقیق جدید که آنها را در سراسر فرانسه می‌برد، گرد هم می‌آیند. چیزی که به نظر می‌رسید یک معامله مواد مخدر ساده است، یک پرونده جنایی بسیار بزرگتر است.

## تولید
فیلمبرداری اصلی در ۱۵ مارس ۲۰۲۱ در منطقه رون-آلپ در فرانسه آغاز شد.